# Степанчиков, Андрей Павлович
 Андрей Павлович Степанчиков (20.01.1916 — 02.01.1949) — старший воздушный стрелок 76-го гвардейского штурмового авиационного полка (1-я гвардейская штурмовая авиационная Сталинградская ордена Ленина Краснознамённая орденов Суворова и Кутузова дивизия, 1-я воздушная армия, 3-й Белорусский фронт), гвардии старшина, участник Великой Отечественной войны, кавалер ордена Славы трёх степеней.

## Биография
Родился 20 января 1916 года в городе Москве. Русский. Образование неполное среднее.
В 1937—1939 годах проходил срочную службу в Красной армии.
В июне 1941 года был вновь призван в армию Ленинским райвоенкоматом Москвы. Участник Великой Отечественной войны с первых дней. Был дважды ранен и контужен, после выздоровления вернулся в строй.
С весны 1944 года воевал в составе 76-го гвардейского штурмового авиационного полка воздушным стрелком в экипаже самолёта-штурмовика Ил-2, в совершенстве владел оружием — пулемётом УБТ.
Первые боевые вылеты совершил в боях за освобождение Крыма, участвовал в штурме Севастополя. 6 мая 1944 года в боевом вылете на штурмовку противника в район Сапун-горы гвардии старшина Степанчиков отбил несколько атак истребителей: две — от своего самолёта и одну — от самолёта ведущего.
В конце мая 1944 года 1-я гвардейская штурмовая авиадивизия была выведена из состава 8-й воздушной армии и передана в 1-ю воздушную армию 3-го Белорусского фронта. Здесь принимала активное участие в Белорусской операции.
К середине июля 1944 года гвардии старшина Степанчиков имел на своём счету уже 15 боевых вылетов. 26 июня во время штурмовки железнодорожной станции Толочин, сжёг две машины с боеприпасами, 7 июля в районе Слободка, восточнее города Минск, огнём из своего пулемёта взорвал машину с горючим. Был представлен к награждению орденом Красной Звезды, награждён медалью «За отвагу».
В дальнейшем в составе своего полка участвовал в боях за освобождение Литвы, прорыве в Восточную Пруссию. За два месяца, к середине октября, участвовал в 32-х боевых вылетах. Обеспечивая боевую работу лётчика, отбил несколько атак истребителей противника, огнём из своего пулемёта уничтожил до 10 автомашин. Награждён орденом Красной Звезды.
В ноябре 1944 — январе 1945 года, действуя над территорией Восточной Пруссии, гвардии старшина Степанчиков в составе экипажа самолёта Ил-2 произвёл 21 боевой вылет. Уничтожил большое количество живой силы, 2 зенитные точки, поджёг автомашину противника. 21 января 1945 года в воздушном бою лично сбил истребитель Фокке-Вульф FW-190. В том воздушном бою, благодаря слаженной работе воздушных стрелков, было сбито два истребителя врага и группа Ил-2 потерь не имела. Был представлен к награждению орденом Красного Знамени.
Приказом по войскам 1-й воздушной армии от 22 февраля 1945 года (№ 17/н) гвардии старшина Степанчиков Андрей Павлович награждён орденом Славы 3-й степени.
К апрелю 1945 года гвардии старшина Степанчиков имел на своём счету 97 успешных боевых вылетов, из них последние 26 произвёл на уничтожение группировки противника западнее города Кёнигсберг. Только в боевых вылетах с 18 по 24 марта 1945 года отразил несколько атак гитлеровских истребителей, подавил две зенитные точки, сжёг два автомобиля.
Приказом по войскам 1-й воздушной армии от 22 апреля 1945 года (№ 43/н) гвардии старшина Степанчиков Андрей Павлович награждён орденом Славы 2-й степени.
В апреле-мае 1945 года 1-я гвардейская штурмовая авиадивизия поддерживала советские войска, осуществлявшие ликвидацию вражеских частей в военно-морской базе Пиллау (ныне — город Балтийск, Калининградская область) и на косе Фрише-Нерунг.
Последним днём боевой деятельности полка было 5 мая. В последующем дивизия была передана в 15-ю воздушную армию и перебазировалась в район её действий, чтобы принять участие в уничтожении прижатых к морю в Курляндии немецко-фашистских войск. Но вступить в бой гвардейцы не успели. Вражеская группировка была ликвидирована до её прибытия.
Всего к победному маю 1945 года гвардии старшина Степанчиков совершил 127 боевых вылетов.
Указом Президиума Верховного Совета СССР от 15 мая 1946 года гвардии старшина Степанчиков Андрей Павлович награждён орденом Славы 1-й степени. Стал полным кавалером ордена Славы.
Жил в Москве. Умер 2 января 1949 года. Похоронен на Даниловском кладбище.

## Награды
- орден Красной Звезды (27.10.1944)[3]
- Орден Славы I степени(15.05.1946)[4]
- Орден Славы II степени(22.04.1945)[5]
- Орден Славы III степени (22.02.1945)[6]
- Медаль «За отвагу» (28.07.1944)[7]
- Медаль «За оборону Ленинграда»(1944)[8]
- Медаль «За взятие Кёнигсберга»(1945)
- Медаль «За победу над Германией в Великой Отечественной войне 1941—1945 гг.» (9 мая 1945[9])[10]